# Чешки крунски драгуљи
Чешки крунски драгуљи (чеш. české korunovační klenoty), укључују круну Светог Вацлава (Svatováclavská koruna), краљевски шар и скиптар, крунидбено рухо краљева Чешке, златни крст реликвијар и мач Светог Вацлава. Првобитно су чувани у Прагу и замку Карлштејн, из 14. века. Од 1791. године чувају су у катедрали Светог Вида у Прашком замку. Репродукције драгуља изложене су у историјској поставци некадашње краљевске палате у замку. Круна је направљена за крунисање Карла IV 1347. године, што је чини четвртом најстаријом у Европи. 

## Опис
Круна је необичног дизајна, са вертикалним хералдичким љиљанима који стоје напред, позади и са стране. Направљена је од 22-каратног злата и 19 сафира, 30 смарагда, 44 спинела, 20 бисера, 1 рубина, 1 рубелита и 1 аквамарина, тешка је 2475 грама. На врху круне налази се крст на коме се наводно чува трн са Христове трнове круне. За разлику од већине каснијих круна, крст не стоји на кугли.
Краљевски скиптар је направљен од 18-каратног злата, 4 сафира, 5 спинела и 62 бисера са изузетно великим спинелом постављеним на врх скиптара; тежак је 1013 г. Краљевски шар је такође направљен од 18-каратног злата, 8 сафира, 6 спинела и 31 бисера. Тежак је 780 г, а украшен је кованим рељефним сценама из Старог завета и Књиге постања. Крунидбени огртач се користио од 1653. до 1836. године. Направљен је од драгоценог свиленкастог црвеног материјала који се назива „златохлав“ и обложен је хермелином (крзном велике ласице). Огртач се чува одвојено од накита у посебно климатизованом спремишту.
За церемоније крунисања коришћен је мач светог Вацлава, типично готичко оружје. Прво помињање мача забележено је у историјским записима 1333. године, али оштрица потиче из 10. века, док је дршка из 13. века, а текстил је вероватно из доба Карла IV. Дужина гвозденог сечива је 76 цм, на најширем месту је 45 мм и има отвор у облику крста (45 x 20мм). Дрвена дршка је прекривена жуто-смеђом тканином и сомотом извезеним орнаментом ловорових гранчица са дебелим сребрним концем. Након церемонија крунисања, мач је коришћен у сврху додељивања витешких редова.
Најстарија кожна кутија за круну направљена је за Карла IV 1347. На врху су уцртана четири симбола: царски орао, бохемијски лав, грб Арношта из Пардубице и амблем Прашке надбискупије.
Врата за просторију крунских драгуља, а такође и гвоздени сеф, тешко су доступна и имају седам брава. Кључеве има седморо људи: председник републике, премијер, прашки надбискуп, председавајући Дома посланика, председавајући Сената, декан митрополитског каптола катедрале Светог Вида и градоначелник Прага, који се сви морају сазвати заједно како би олакшали отварање непробојних врата и касе.

## Историја
Круна је названа и посвећена по Вацлаву I, војводи Чешке, династије Премисловића Чешке. Накит се трајно чува у капели Светог Вацлава у катедрали Светог Вида. Позајмљују се само краљевима, и то само на дан крунисања, и враћају увече истог дана. После 1918. и успостављања Чехословачке Републике, крунски драгуљи су престали да служе својој првобитној функцији, али су остали важни као симболи националне независности и државности.
У прошлости су се драгуљи чували на различитим местима, али су их увек доносили на краљевска крунисања у Прагу. Вацлав IV (1378-1419) их је вероватно преселио у дворац Карлштејн. Затим су више пута премештани из безбедносних разлога: у 17. веку су враћени у Прашки замак, током Тридесетогодишњег рата (1631) послати су у парохијску цркву у Чешке Будјејовице, а затим су их тајно однели у краљевску ризницу у Бечу (1637). Док су драгуљи чувани у Бечу, оригинална златна кугла - шар и скиптар из 14. века замењени су садашњим. Нови шар и скиптар вероватно су настали наредбом Фердинанда I 1533. године. Могући разлози за ову замену могу бити у томе што су оригинали били превише једноставни и на њима није било драгог камења. Сматрали су се нерепрезентативним за престиж Краљевине Бохемије, имало је смисла заменити их шаром и скиптром у украшеном, драгуљском стилу који подсећа на круну.
Драгуљи су враћени у Праг поводом крунисања чешког краља Леополда II 1791. године. Тада је успостављена садашња традиција седам кључева, мада су власници кључева временом мењани у складу са политичким и административним структурама. Драгуљи су чувани у Бечу због претње пруске војске али су касније враћени у Праг, стигавши у град 28. августа 1867.
Према древној традицији и прописима које је поставио Карло IV у 14. веку, драгуљи су излагани само у знак обележавања посебних прилика. Изложбе се могу одржавати само у Прашком замку. У 20. веку било је девет таквих тренутака у историји. Председник Републике има ексклузивно право да одлучује о излагању крунских драгуља.
Древна чешка легенда каже да је сваки узурпатор који стави круну на главу осуђен да умре у року од годину дана. Ову легенду поткрепљује гласина да је крунске драгуље тајно носио Рајнхард Хајдрих, нацистички гувернер државе Протекторат Чешке и Моравске, а чешки отпор је на њега извршио атентат за мање од годину дана касније.

## Галерија
- Мач светог Вацлава и један од кључева коморе за крунске драгуље
- Врата коморе у катедрали Светог Вида
- Мале репродукције крунских драгуља
- Круна Светог Вацлава
- Краљевски скиптар Бохемије
- Краљевски шар Бохемије

## Изложбе
| Датум                           | Место                                       | Прилика                                                                                     |
| ------------------------------- | ------------------------------------------- | ------------------------------------------------------------------------------------------- |
| 22. септембра - 6. октобра 1929 | Катедрала Светог Вида                       | 1000 година од смрти светог Вацлава                                                         |
| 25. - 30. октобра 1945          | Катедрала Светог Вида                       | Ослобођење Чехословачке                                                                     |
| 1. - 6. јула 1955               | Катедрала Светог Вида                       | 1. национална спартакијада                                                                  |
| 23. маја - 30. августа 1958     | Стара краљевска палата (Владислављева сала) | 1. национална изложба архивских докумената                                                  |
| 26. октобра - 3. новембра 1968  | Плечникова сала                             | 50. годишњица Чехословачке                                                                  |
| 2. - 25. маја 1975              | Базилика Светог Ђорђа                       | 30. годишњица ослобођења                                                                    |
| 26. јуна - 4. децембра 1978     | Стара краљевска палата (Карлова сала)       | 600 година од смрти Карла IV. Изложба Време Карла IV у историји чешке нације                |
| 29. јануара - 7. фебруара 1993  | Стара краљевска палата (Карлова сала)       | формирање Чешке                                                                             |
| 24. октобра - 1. новембра 1998  | Стара краљевска палата (Карлова сала)       | 80. годишњица Чехословачке и избор председника Вацлава Хавела                               |
| 3. - 13. августа 2003           | Стара краљевска палата (Карлова сала)       | 85. годишњица Чехословачке, 10. годишњица Чешке Републике, избор председника Вацлава Клауса |
| 19. - 29. априла 2008           | Стара краљевска палата (Владислављева сала) | 90. годишњица Чехословачке, избор председника Вацлава Клауса                                |
| 10. - 19. маја 2013             | Стара краљевска палата (Владислављева сала) | избор председника Милоша Земана                                                             |
| 15. - 29. маја 2016             | Стара краљевска палата (Владислављева сала) | 700. годишњица рођења Карла IV                                                              |

## Списак крунисаних чешких краљева и краљица
Ако није поменуто, крунисање је одржано у Прагу.
| Краљ                                                               | Датум крунисања                                                   |
| ------------------------------------------------------------------ | ----------------------------------------------------------------- |
| Вратислав II (1061–1092, краљ од 1085) - Свјатослава Пољска        | 20. априла 1085, Мајнц; 15. јуна 1086 15. јуна 1086               |
| Владислав II (1140–1172, краљ од 1158) - Јудита из Тирингије (? )  | 11. јануара 1158, Регенсбург; 8. септембра 1158, Милано 1158 (? ) |
| Отокар I (1192–1193, 1197–1230, краљ од 1198)                      | 8. септембра 1198, Бопард; 24. августа 1203, Мерсебург            |
| Вацлав I (1230–1253) - Кунигунда из Хоенштауфена                   | 6. фебруара 1228                                                  |
| Оттокар II (1253–1278) - Кунигунда Ростиславна                     | 25. децембра 1261                                                 |
| Вацлав II (1283–1305) - Јудита Хабсбуршка - Елисабета Ричеза       | 2. јуна1297 2. јуна 1297 - 26. маја 1303                          |
| Јован Слепи (1310–1346) - Елизабета од Чешке - Беатриса од Бурбона | 7. фебруара 1311 7. фебруара 1311 - 18. маја 1337                 |

Краљеви и краљице крунисани круном Светог Вацлава (и осталим крунским драгуљима):
| Краљ                                                                                                   | Датум крунисања                                                   |
| --- | ----------------------------------------------------------------- |
| Карло IV (1346–1378) - Бланша од Валоа - Ана из Палатината - Ана из Швајцнице - Елизабета Померанијска | 2. септембра 1347 1. септембра 1349 28. јула 1353. 18. јуна 1363. |
| Вацлав IV (1378–1419) - Јоана из Баварске - Софија из Баварске                                         | 15. јуна 1363 17. новембра 1370 13. марта 1400                    |
| Жигмунд (1419–1421, 1436–1437) - Барбара Цељска                                                        | 28. јула 1420 11. фебруара 1437                                   |
| Алберт (1438–1439)                                                                                     | 29. јуна 1438                                                     |
| Ладислав Посмрче (1453–1457)                                                                           | 28. октобра 1453                                                  |
| Јиржи Подјебрадски (1458–1471)                                                                         | 2. априла 1458                                                    |
| Владислав II (1471–1516)                                                                               | 22. августа 1471                                                  |
| Луј II (1516–1526) - Марија од Угарске                                                                 | 11. марта 1509 1. јуна 1522                                       |
| Фердинанд I (1526–1564) - Ана од Чешке и Угарске                                                       | 24. фебруара 1526                                                 |
| Максимилијан II (1564–1576) - Марија Хабзбуршка                                                        | 20. новембра 1562                                                 |
| Рудолф II (1576–1611)                                                                                  | 25. септембра 1575                                                |
| Матија II (1576–1619) - Ана Тиролска                                                                   | 11. маја 1611 10. јануара 1616                                    |
| Фридрих (1619–1620) - Елизабета Стјуарт                                                                | 4. новембра 1619                                                  |
| Фердинанд II (1619–1637) - Елеонора Гонзага                                                            | 29. јуна 1617 21. новембра 1627                                   |
| Фердинанд III (1637–1657) - Елеонора Гонзага                                                           | 24. новембра 1627 11. новембра 1656                               |
| Фердинанд IV                                                                                           | 5. августа 1646                                                   |
| Леополд I (1657–1705)                                                                                  | 14. новембра 1656                                                 |
| Карло VI (1711–1740) - Елисабета Кристина од Брауншвајг-Волфенбитела                                   | 5. септембра 1723 8. септембра 1723                               |
| Марија Терезија (1740–1780)                                                                            | 12. маја 1743                                                     |
| Леополд II (1790–1792) - Марија Лујза Шпанска                                                          | 6. септембра 1791 12. септембра 1791                              |
| Франц I (1792–1835) - Марија Терезија од Напуља и Сицилије                                             | 9. августа 1792 11. августа 1792                                  |
| Фердинанд I (1835–1848) - Марија Ана Савојска                                                          | 12. септембра 1836                                                |